# Hieronim Hurnik
Hieronim Hurnik (ur. 6 października 1919 w Poznaniu, zm. 9 października 2016 tamże) – polski astronom, profesor nauk fizycznych, specjalista w dziedzinie astrometrii i mechaniki nieba.

## Życiorys
W 1937 roku uzyskał maturę w klasie o profilu humanistycznym w poznańskim państwowym gimnazjum i liceum Ignacego Jana Paderewskiego (zwanym popularnie "Paderkiem"), a następnie podjął studia na kierunku matematyka na Uniwersytecie Poznańskim. Jeszcze na studiach (w 1938 roku) został zatrudniony w Obserwatorium Astronomicznym Uniwersytetu Poznańskiego. Studia przerwała mu wojna, której większą część spędził w okolicy Królewca i Tylży, dokąd został przymusowo wywieziony (niewolnicza praca w gospodarstwie rolnym w Prusach Wschodnich). Po powrocie do Poznania w 1945 roku, zachęcony przez prof. Józefa Witkowskiego, ówczesnego kierownika obserwatorium, kontynuował studia na Uniwersytecie Poznańskim, pracując równocześnie w Obserwatorium Astronomicznym UP. Pierwsze zadanie polegało na  skatalogowaniu biblioteki. Kolejne zadania to pozycyjne obserwacje fotograficzne, redukcja wyników zakryć gwiazd przez Księżyc, służba czasu oraz zaopatrzenie i sekretariat. W 1948 roku obronił pracę magisterską pt. Badanie obiektywu Steinheil nr 43262. Zatrudniony na etacie starszego asystenta, związał się na stałe z Obserwatorium Astronomicznym. W zespole doktora Fryderyka Koebcke zajmował się konstruowaniem zegarów kwarcowych. W 1958 roku uzyskał stopień doktora (określany wówczas mianem "kandydata nauk") za pracę pt. Rozkład periheliów i biegunów orbit komet nieperiodycznych w przestrzeni, natomiast w 1964 roku uzyskał stopień naukowy doktora habilitowanego na podstawie rozprawy Zagadnienie ruchu Słońca względem statystycznej chmury komet. W 1973 został mianowany profesorem zwyczajnym nauk fizycznych.
W latach 1965–1972 pełnił funkcję prodziekana ds. studiów zaocznych na Wydziale Matematyki, Fizyki i Chemii UAM.
Był współtwórcą stacji obserwacyjnej w Borowcu pod Kórnikiem, działającej obecnie jako Obserwatorium Astrogeodynamiczne PAN.
W latach 1967–1990, do chwili przejścia na emeryturę, kierował Obserwatorium Astronomicznym Uniwersytetu Adama Mickiewicza. Wypromował 17 doktorów astronomii, m.in. Edwina Wnuka (1978), Iwonę Wytrzyszczak (1986), Tadeusza Jopka (1986) oraz Piotra Dybczyńskiego (1991). Mimo przejścia na emeryturę, aż do końca życia pozostawał aktywny naukowo. Był członkiem Międzynarodowej Unii Astronomicznej, Polskiego Towarzystwa Astronomicznego oraz Członkiem Honorowym Polskiego Towarzystwa Meteorytowego.
Został pochowany na Cmentarzu Junikowo w Poznaniu (pole 4-4-4-113).

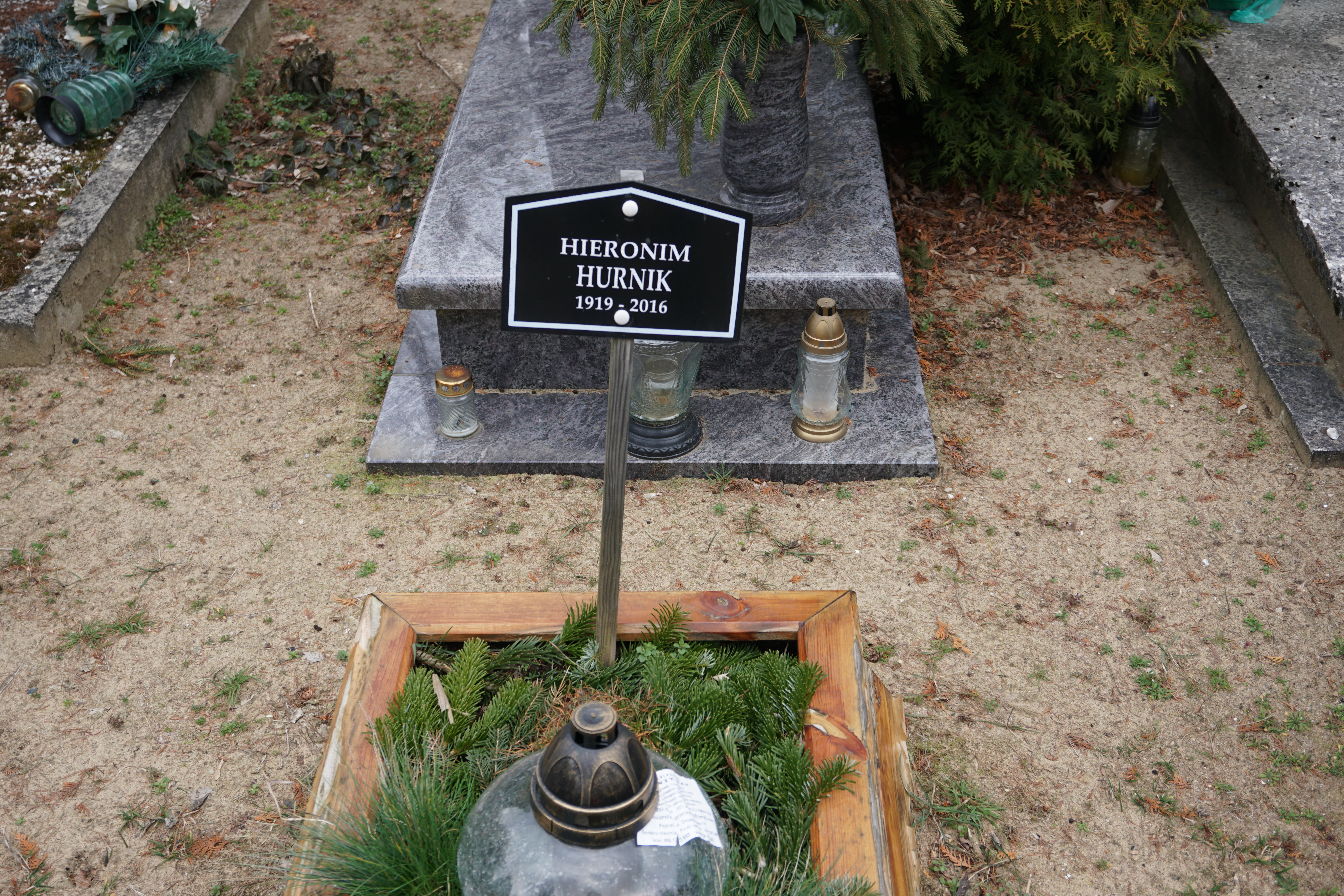
Grób prof. Hieronima Hurnika na Cmentarzu Junikowskim

## Publikacje
- Zagadnienie ruchu słońca względem statystycznej chmury komet, 1964
- Nowe możliwości w badaniach kosmicznych, 1979
- Kometa Halleya, PWN, Warszawa 1985
- Meteoroidy, Meteory, Meteoryty, Wydawnictwo Naukowe UAM, Poznań 1992, ISBN 83-232-0262-1
- Instrumenty obserwacyjne astrometrii. Od gnomonu do CCD i interferometru optycznego, Wydawnictwo Naukowe UAM, Poznań 2000, ISBN 83-232-1011-X[5]
- Planeta Mars, Robert Szaj, Fundacja Nicolaus Copernicus, 2018 (pośmiertnie) ISBN 978-83-941728-5-5[6]